# Paolo Bufalino
Paolo Bufalino (Milano, 11 luglio 1970) è un attore italiano.

## Biografia
Dopo la laurea in architettura, entra alla Scuola d'arte drammatica Paolo Grassi, dove si diploma nel 2001.
È principalmente noto per il ruolo di Andrea Pellegrino nella sit-com Camera Café, ruolo che ha ricoperto dal 2003.

## Filmografia

### Cinema
- Otto per Claude, regia di Stefano Obino (2000)
- Io no, regia di Simona Izzo (2002)
- Box Office 3D - Il film dei film, regia di Ezio Greggio (2011)
- L'ombra del figlio, regia di Fabio Pellegrinelli (2019)
- Ricomincio da taac, regia de Il Terzo Segreto di Satira (2024)

### Televisione
- Camera Café (2003-2017) - Sitcom - Ruolo: Andrea Pellegrino
- Carabinieri (2005) - Serie TV - 1 episodio
- La bambina dalle mani sporche (2005), regia di Renzo Martinelli
- Radio Sex (2007)
- Made in Italy, 3 episodi (2019)

### Teatro
- Gli angeli dello sterminio (2001), regia di Franco Branciaroli
- In alto mare (2003), regia di Michele Rho
- Il Dotto Faust (2003-2004-2007), regia di Andrea Maria Brunetti
- Tradimenti (2004), regia di M. Salvalalio
- Evgenij Onegin (2005), regia di Graham Vick (ballerino)
- Sette piani (2006-2007), regia di Paolo Valerio

### Pubblicità
- TeleTu
- Fondiaria-Sai
- Trivago (2014)
- Conad
- Leaseplan (2015)
- Haribo (2019)
- Idealista (2021)
- Lysoform (2021)